# Peroz III
Peroz III (in medio persiano 𐭯𐭩𐭫𐭥𐭰, trasl. Pērōz; 卑路斯S, BēilùsīP) (impero sasanide, 636 – impero dei Tang, 679 circa) è stato un nobile persiano e figlio di Yazdgard III, l'ultimo re dei re dell'impero sasanide.
Dopo la morte del padre, che la leggenda vuole ucciso da un mugnaio su istigazione del governatore del Merv, si ritirò nel territorio sotto il controllo della dinastia Tang, in Cina. Servì in vita come generale Tang e come capo del Governatorato dell'Ērānshahr, una sorta di governo in esilio formato da alcuni membri della corte sasanide fuggiti verso est a seguito della conquista islamica della Persia. La maggioranza delle informazioni relative alla vita di Peroz III si devono al Vecchio e al Nuovo libro dei Tang.

## Biografia
Il principe Peroz nacque nel 636 come figlio dello scià Yazdgard III, rimasto alla guida dell'impero sasanide dal 632 al 651. Peroz non salì mai al trono e, dopo la conquista islamica della Persia, assieme a gran parte della famiglia imperiale fuggì attraverso i monti del Pamir, nell'attuale Tagikistan, e approdò nella porzione della Cina amministrata dalla dinastia Tang, una potenza sostenitrice dei Sasanidi.
Secondo l'Antico libro dei Tang, Peroz chiese aiuto militare al sovrano dell'epoca, Gao Zong, contro gli arabi nel 661. Convinta parzialmente da tale proposta, la corte Tang creò il Comando di zona della Persia (波斯都督府) presso l'attuale Zaranj/Zābol (疾陵城 Jilicheng) (a ridosso dell'odierno confine tra l'Afghanistan e l'Iran), ponendo Peroz nel ruolo di comandante in capo (都督 Dudu). Tra il 670 e il 674, Peroz giunse personalmente alla corte dei Tang e ricevette il titolo di Yòuwǔwèi Jīangjūn (右武衛將軍, "Generale marziale delle guardie d[el fianco] destr[o]"). La corte imperiale si dimostrò disponibile ad accogliere anche altri rifugiati sasanidi in fuga dalla conquista islamica verso la Cina.
Nel 678, il vice ministro del personale della corte Tang, Pei Xingjian, un nobile della famiglia degli Hedong, ricevette l'ordine di scortare Peroz in Persia. Pei Xingjian arrivò fino a Suiye (vicino all'odierna Tokmok, in Kirghizistan) prima di fare ritorno, mentre Peroz fu costretto a trascorrere oltre 20 anni a Tokhara (吐火羅; probabilmente in Battriana o nel Tokaristan) con diverse migliaia di seguaci. Nel 708, Peroz giunse di nuovo alla corte Tang e gli fu conferito il titolo di Zuoweiwei Jiangjun (左威衛將軍 Generale guardie d[el fianco] sinistr[o]).
Tuttavia, secondo la biografia di Pei Xingjian, Pei, nell'informare l'imperatore Gaozong sulla situazione politica della Persia, affermò che Peroz morì prima dell'anno 678. Secondo Pei Xingjian, il principe persiano che fu scortato era Narsieh, figlio di Peroz III.

### Morte

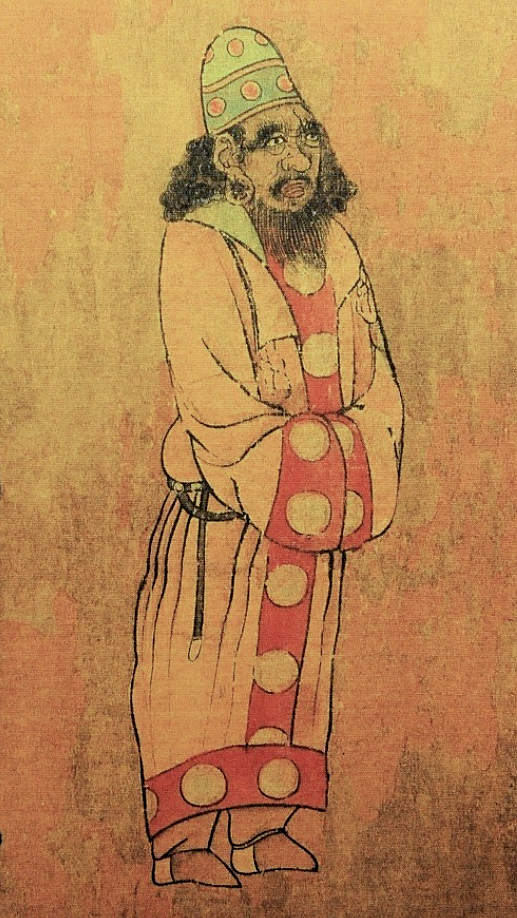
Ambasciatore dalla Persia (波斯國) in visita alla corte della dinastia Tang. I ritratti dell'offerta periodica (王会图), 650 circa

Secondo il Nuovo libro dei Tang, Peroz morì dopo aver ricevuto il titolo di Youwuwei Jiangjun. Fu allora che Narsieh, ostaggio della corte Tang, fu scortato da Pei Xingjian verso ovest, in Persia, nel 679 (non nel 678). Come riferisce il Vecchio libro dei Tang, Pei arrivò fino a Suiye e Narsieh (non Peroz) trascorse 20 anni a Tokhara. Inoltre, fu forse proprio Narsieh e non Peroz a ricevere il titolo di Zuoweiwei Jiangjun.
Una statua dedicata a lui e a un altro persiano (Nanmei) si può osservare tuttora nel mausoleo di Qianling, situato nella contea di Qian.

## Discendenza
Narsieh adottò il nome della famiglia imperiale Tang Li.
Un altro figlio di Peroz, Cosroe, è menzionato dagli storici arabi al fianco dei Turgesh nelle loro guerre contro gli arabi in Transoxiana. Durante l'assedio di Kamarja nel 729, Cosroe chiese con insistenza la resa della guarnigione araba, ma la sua offerta fu respinta con disprezzo.